# Lista municipiilor din São Paulo

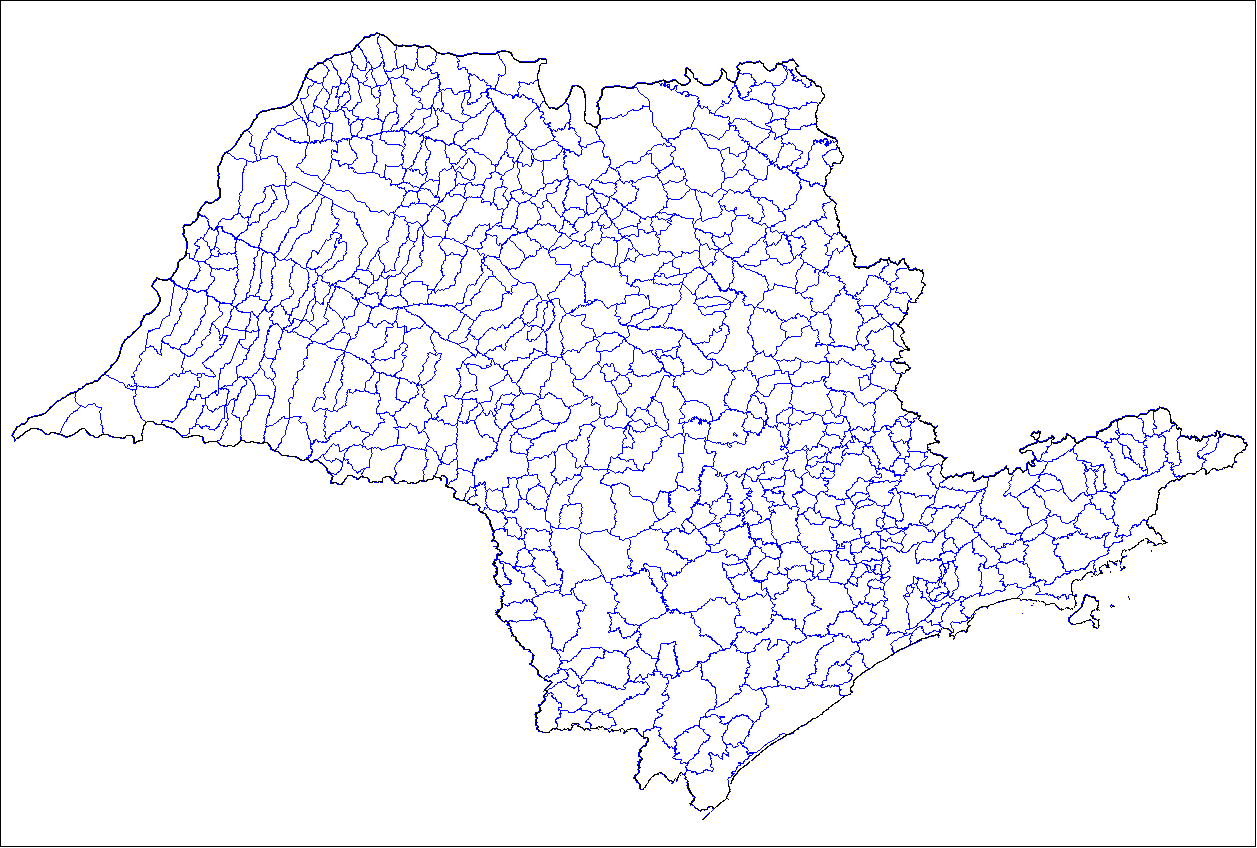
Municipiile din São Paulo

Aceasta este lista municipiilor din statul São Paulo (SP), Brazilia.
| Mezoregiune                  | Microregiune          | Municipiu                  |
| ---------------------------- | --------------------- | -------------------------- |
| Araçatuba                    | Andradina             | Andradina                  |
| Araçatuba                    | Andradina             | Castilho                   |
| Araçatuba                    | Andradina             | Guaraçaí                   |
| Araçatuba                    | Andradina             | Ilha Solteira              |
| Araçatuba                    | Andradina             | Itapura                    |
| Araçatuba                    | Andradina             | Mirandópolis               |
| Araçatuba                    | Andradina             | Murutinga do Sul           |
| Araçatuba                    | Andradina             | Nova Independência         |
| Araçatuba                    | Andradina             | Pereira Barreto            |
| Araçatuba                    | Andradina             | Sud Mennucci               |
| Araçatuba                    | Andradina             | Suzanápolis                |
| Araçatuba                    | Araçatuba             | Araçatuba                  |
| Araçatuba                    | Araçatuba             | Bento de Abreu             |
| Araçatuba                    | Araçatuba             | Guararapes                 |
| Araçatuba                    | Araçatuba             | Lavínia                    |
| Araçatuba                    | Araçatuba             | Rubiácea                   |
| Araçatuba                    | Araçatuba             | Santo Antônio do Aracanguá |
| Araçatuba                    | Araçatuba             | Valparaíso                 |
| Araçatuba                    | Birigüi               | Alto Alegre                |
| Araçatuba                    | Birigüi               | Avanhandava                |
| Araçatuba                    | Birigüi               | Barbosa                    |
| Araçatuba                    | Birigüi               | Bilac                      |
| Araçatuba                    | Birigüi               | Birigüi                    |
| Araçatuba                    | Birigüi               | Braúna                     |
| Araçatuba                    | Birigüi               | Brejo Alegre               |
| Araçatuba                    | Birigüi               | Buritama                   |
| Araçatuba                    | Birigüi               | Clementina                 |
| Araçatuba                    | Birigüi               | Coroados                   |
| Araçatuba                    | Birigüi               | Gabriel Monteiro           |
| Araçatuba                    | Birigüi               | Glicério                   |
| Araçatuba                    | Birigüi               | Lourdes                    |
| Araçatuba                    | Birigüi               | Luiziânia                  |
| Araçatuba                    | Birigüi               | Penápolis                  |
| Araçatuba                    | Birigüi               | Piacatu                    |
| Araçatuba                    | Birigüi               | Santópolis do Aguapeí      |
| Araçatuba                    | Birigüi               | Turiúba                    |
| Araraquara                   | Araraquara            | Américo Brasiliense        |
| Araraquara                   | Araraquara            | Araraquara                 |
| Araraquara                   | Araraquara            | Boa Esperança do Sul       |
| Araraquara                   | Araraquara            | Borborema                  |
| Araraquara                   | Araraquara            | Dobrada                    |
| Araraquara                   | Araraquara            | Gavião Peixoto             |
| Araraquara                   | Araraquara            | Ibitinga                   |
| Araraquara                   | Araraquara            | Itápolis                   |
| Araraquara                   | Araraquara            | Matão                      |
| Araraquara                   | Araraquara            | Motuca                     |
| Araraquara                   | Araraquara            | Nova Europa                |
| Araraquara                   | Araraquara            | Rincão                     |
| Araraquara                   | Araraquara            | Santa Lúcia                |
| Araraquara                   | Araraquara            | Tabatinga                  |
| Araraquara                   | Araraquara            | Trabiju                    |
| Araraquara                   | São Carlos            | Analândia                  |
| Araraquara                   | São Carlos            | Descalvado                 |
| Araraquara                   | São Carlos            | Dourado                    |
| Araraquara                   | São Carlos            | Ibaté                      |
| Araraquara                   | São Carlos            | Ribeirão Bonito            |
| Araraquara                   | São Carlos            | São Carlos                 |
| Assis                        | Assis                 | Assis                      |
| Assis                        | Assis                 | Borá                       |
| Assis                        | Assis                 | Campos Novos Paulista      |
| Assis                        | Assis                 | Cândido Mota               |
| Assis                        | Assis                 | Cruzália                   |
| Assis                        | Assis                 | Florínia                   |
| Assis                        | Assis                 | Ibirarema                  |
| Assis                        | Assis                 | Iepê                       |
| Assis                        | Assis                 | Lutécia                    |
| Assis                        | Assis                 | Maracaí                    |
| Assis                        | Assis                 | Nantes                     |
| Assis                        | Assis                 | Palmital                   |
| Assis                        | Assis                 | Paraguaçu Paulista         |
| Assis                        | Assis                 | Pedrinhas Paulista         |
| Assis                        | Assis                 | Platina                    |
| Assis                        | Assis                 | Quatá                      |
| Assis                        | Assis                 | Tarumã                     |
| Assis                        | Ourinhos              | Bernardino de Campos       |
| Assis                        | Ourinhos              | Canitar                    |
| Assis                        | Ourinhos              | Chavantes                  |
| Assis                        | Ourinhos              | Espírito Santo do Turvo    |
| Assis                        | Ourinhos              | Fartura                    |
| Assis                        | Ourinhos              | Ipaussu                    |
| Assis                        | Ourinhos              | Manduri                    |
| Assis                        | Ourinhos              | Óleo                       |
| Assis                        | Ourinhos              | Ourinhos                   |
| Assis                        | Ourinhos              | Piraju                     |
| Assis                        | Ourinhos              | Ribeirão do Sul            |
| Assis                        | Ourinhos              | Salto Grande               |
| Assis                        | Ourinhos              | Santa Cruz do Rio Pardo    |
| Assis                        | Ourinhos              | São Pedro do Turvo         |
| Assis                        | Ourinhos              | Sarutaiá                   |
| Assis                        | Ourinhos              | Taguaí                     |
| Assis                        | Ourinhos              | Tejupá                     |
| Assis                        | Ourinhos              | Timburi                    |
| Bauru                        | Avaré                 | Águas de Santa Bárbara     |
| Bauru                        | Avaré                 | Arandu                     |
| Bauru                        | Avaré                 | Avaré                      |
| Bauru                        | Avaré                 | Cerqueira César            |
| Bauru                        | Avaré                 | Iaras                      |
| Bauru                        | Avaré                 | Itaí                       |
| Bauru                        | Avaré                 | Itatinga                   |
| Bauru                        | Avaré                 | Paranapanema               |
| Bauru                        | Bauru                 | Agudos                     |
| Bauru                        | Bauru                 | Arealva                    |
| Bauru                        | Bauru                 | Areiópolis                 |
| Bauru                        | Bauru                 | Avaí                       |
| Bauru                        | Bauru                 | Balbinos                   |
| Bauru                        | Bauru                 | Bauru                      |
| Bauru                        | Bauru                 | Borebi                     |
| Bauru                        | Bauru                 | Cabrália Paulista          |
| Bauru                        | Bauru                 | Duartina                   |
| Bauru                        | Bauru                 | Guarantã                   |
| Bauru                        | Bauru                 | Iacanga                    |
| Bauru                        | Bauru                 | Lençóis Paulista           |
| Bauru                        | Bauru                 | Lucianópolis               |
| Bauru                        | Bauru                 | Paulistânia                |
| Bauru                        | Bauru                 | Pirajuí                    |
| Bauru                        | Bauru                 | Piratininga                |
| Bauru                        | Bauru                 | Pongaí                     |
| Bauru                        | Bauru                 | Presidente Alves           |
| Bauru                        | Bauru                 | Reginópolis                |
| Bauru                        | Bauru                 | Ubirajara                  |
| Bauru                        | Bauru                 | Uru                        |
| Bauru                        | Botucatu              | Anhembi                    |
| Bauru                        | Botucatu              | Bofete                     |
| Bauru                        | Botucatu              | Botucatu                   |
| Bauru                        | Botucatu              | Conchas                    |
| Bauru                        | Botucatu              | Pardinho                   |
| Bauru                        | Botucatu              | Pratânia                   |
| Bauru                        | Botucatu              | São Manuel                 |
| Bauru                        | Jaú                   | Bariri                     |
| Bauru                        | Jaú                   | Barra Bonita               |
| Bauru                        | Jaú                   | Bocaina                    |
| Bauru                        | Jaú                   | Boraceia                   |
| Bauru                        | Jaú                   | Dois Córregos              |
| Bauru                        | Jaú                   | Igaraçu do Tietê           |
| Bauru                        | Jaú                   | Itaju                      |
| Bauru                        | Jaú                   | Itapuí                     |
| Bauru                        | Jaú                   | Jaú                        |
| Bauru                        | Jaú                   | Macatuba                   |
| Bauru                        | Jaú                   | Mineiros do Tietê          |
| Bauru                        | Jaú                   | Pederneiras                |
| Bauru                        | Lins                  | Cafelândia                 |
| Bauru                        | Lins                  | Getulina                   |
| Bauru                        | Lins                  | Guaiçara                   |
| Bauru                        | Lins                  | Guaimbê                    |
| Bauru                        | Lins                  | Júlio Mesquita             |
| Bauru                        | Lins                  | Lins                       |
| Bauru                        | Lins                  | Promissão                  |
| Bauru                        | Lins                  | Sabino                     |
| Campinas                     | Amparo                | Águas de Lindóia           |
| Campinas                     | Amparo                | Amparo                     |
| Campinas                     | Amparo                | Lindóia                    |
| Campinas                     | Amparo                | Monte Alegre do Sul        |
| Campinas                     | Amparo                | Pedra Bela                 |
| Campinas                     | Amparo                | Pinhalzinho                |
| Campinas                     | Amparo                | Serra Negra                |
| Campinas                     | Amparo                | Socorro                    |
| Campinas                     | Campinas              | Americana                  |
| Campinas                     | Campinas              | Campinas                   |
| Campinas                     | Campinas              | Cosmópolis                 |
| Campinas                     | Campinas              | Elias Fausto               |
| Campinas                     | Campinas              | Holambra                   |
| Campinas                     | Campinas              | Hortolândia                |
| Campinas                     | Campinas              | Indaiatuba                 |
| Campinas                     | Campinas              | Jaguariúna                 |
| Campinas                     | Campinas              | Monte Mor                  |
| Campinas                     | Campinas              | Nova Odessa                |
| Campinas                     | Campinas              | Paulínia                   |
| Campinas                     | Campinas              | Pedreira                   |
| Campinas                     | Campinas              | Santa Bárbara d'Oeste      |
| Campinas                     | Campinas              | Sumaré                     |
| Campinas                     | Campinas              | Valinhos                   |
| Campinas                     | Campinas              | Vinhedo                    |
| Campinas                     | Moji-Mirim            | Artur Nogueira             |
| Campinas                     | Moji-Mirim            | Engenheiro Coelho          |
| Campinas                     | Moji-Mirim            | Estiva Gerbi               |
| Campinas                     | Moji-Mirim            | Itapira                    |
| Campinas                     | Moji-Mirim            | Mogi Guaçu                 |
| Campinas                     | Moji-Mirim            | Moji-Mirim                 |
| Campinas                     | Moji-Mirim            | Santo Antônio de Posse     |
| Campinas                     | Pirassununga          | Aguaí                      |
| Campinas                     | Pirassununga          | Pirassununga               |
| Campinas                     | Pirassununga          | Porto Ferreira             |
| Campinas                     | Pirassununga          | Santa Cruz das Palmeiras   |
| Campinas                     | São João da Boa Vista | Águas da Prata             |
| Campinas                     | São João da Boa Vista | Caconde                    |
| Campinas                     | São João da Boa Vista | Casa Branca                |
| Campinas                     | São João da Boa Vista | Divinolândia               |
| Campinas                     | São João da Boa Vista | Espírito Santo do Pinhal   |
| Campinas                     | São João da Boa Vista | Itobi                      |
| Campinas                     | São João da Boa Vista | Mococa                     |
| Campinas                     | São João da Boa Vista | Santo Antônio do Jardim    |
| Campinas                     | São João da Boa Vista | São João da Boa Vista      |
| Campinas                     | São João da Boa Vista | São José do Rio Pardo      |
| Campinas                     | São João da Boa Vista | São Sebastião da Grama     |
| Campinas                     | São João da Boa Vista | Tambaú                     |
| Campinas                     | São João da Boa Vista | Tapiratiba                 |
| Campinas                     | São João da Boa Vista | Vargem Grande do Sul       |
| Itapetininga                 | Capão Bonito          | Apiaí                      |
| Itapetininga                 | Capão Bonito          | Barra do Chapéu            |
| Itapetininga                 | Capão Bonito          | Capão Bonito               |
| Itapetininga                 | Capão Bonito          | Guapiara                   |
| Itapetininga                 | Capão Bonito          | Iporanga                   |
| Itapetininga                 | Capão Bonito          | Itaoca                     |
| Itapetininga                 | Capão Bonito          | Itapirapuã Paulista        |
| Itapetininga                 | Capão Bonito          | Ribeira                    |
| Itapetininga                 | Capão Bonito          | Ribeirão Branco            |
| Itapetininga                 | Capão Bonito          | Ribeirão Grande            |
| Itapetininga                 | Itapetininga          | Alambari                   |
| Itapetininga                 | Itapetininga          | Angatuba                   |
| Itapetininga                 | Itapetininga          | Campina do Monte Alegre    |
| Itapetininga                 | Itapetininga          | Guareí                     |
| Itapetininga                 | Itapetininga          | Itapetininga               |
| Itapetininga                 | Itapeva               | Barão de Antonina          |
| Itapetininga                 | Itapeva               | Bom Sucesso de Itararé     |
| Itapetininga                 | Itapeva               | Buri                       |
| Itapetininga                 | Itapeva               | Coronel Macedo             |
| Itapetininga                 | Itapeva               | Itaberá                    |
| Itapetininga                 | Itapeva               | Itapeva                    |
| Itapetininga                 | Itapeva               | Itaporanga                 |
| Itapetininga                 | Itapeva               | Itararé                    |
| Itapetininga                 | Itapeva               | Nova Campina               |
| Itapetininga                 | Itapeva               | Riversul                   |
| Itapetininga                 | Itapeva               | Taquarituba                |
| Itapetininga                 | Itapeva               | Taquarivaí                 |
| Itapetininga                 | Tatuí                 | Boituva                    |
| Itapetininga                 | Tatuí                 | Cerquilho                  |
| Itapetininga                 | Tatuí                 | Cesário Lange              |
| Itapetininga                 | Tatuí                 | Laranjal Paulista          |
| Itapetininga                 | Tatuí                 | Pereiras                   |
| Itapetininga                 | Tatuí                 | Porangaba                  |
| Itapetininga                 | Tatuí                 | Quadra                     |
| Itapetininga                 | Tatuí                 | Tatuí                      |
| Itapetininga                 | Tatuí                 | Torre de Pedra             |
| Litoral Sul Paulista         | Itanhaém              | Itanhaém                   |
| Litoral Sul Paulista         | Itanhaém              | Itariri                    |
| Litoral Sul Paulista         | Itanhaém              | Mongaguá                   |
| Litoral Sul Paulista         | Itanhaém              | Pedro de Toledo            |
| Litoral Sul Paulista         | Itanhaém              | Peruíbe                    |
| Litoral Sul Paulista         | Registro              | Barra do Turvo             |
| Litoral Sul Paulista         | Registro              | Cajati                     |
| Litoral Sul Paulista         | Registro              | Cananéia                   |
| Litoral Sul Paulista         | Registro              | Eldorado                   |
| Litoral Sul Paulista         | Registro              | Iguape                     |
| Litoral Sul Paulista         | Registro              | Ilha Comprida              |
| Litoral Sul Paulista         | Registro              | Jacupiranga                |
| Litoral Sul Paulista         | Registro              | Juquiá                     |
| Litoral Sul Paulista         | Registro              | Miracatu                   |
| Litoral Sul Paulista         | Registro              | Pariquera-Açu              |
| Litoral Sul Paulista         | Registro              | Registro                   |
| Litoral Sul Paulista         | Registro              | Sete Barras                |
| Macro Metropolitana Paulista | Bragança Paulista     | Atibaia                    |
| Macro Metropolitana Paulista | Bragança Paulista     | Bom Jesus dos Perdões      |
| Macro Metropolitana Paulista | Bragança Paulista     | Bragança Paulista          |
| Macro Metropolitana Paulista | Bragança Paulista     | Itatiba                    |
| Macro Metropolitana Paulista | Bragança Paulista     | Jarinu                     |
| Macro Metropolitana Paulista | Bragança Paulista     | Joanópolis                 |
| Macro Metropolitana Paulista | Bragança Paulista     | Morungaba                  |
| Macro Metropolitana Paulista | Bragança Paulista     | Nazaré Paulista            |
| Macro Metropolitana Paulista | Bragança Paulista     | Piracaia                   |
| Macro Metropolitana Paulista | Bragança Paulista     | Tuiuti                     |
| Macro Metropolitana Paulista | Bragança Paulista     | Vargem                     |
| Macro Metropolitana Paulista | Jundiaí               | Campo Limpo Paulista       |
| Macro Metropolitana Paulista | Jundiaí               | Itupeva                    |
| Macro Metropolitana Paulista | Jundiaí               | Jundiaí                    |
| Macro Metropolitana Paulista | Jundiaí               | Louveira                   |
| Macro Metropolitana Paulista | Jundiaí               | Várzea Paulista            |
| Macro Metropolitana Paulista | Piedade               | Ibiúna                     |
| Macro Metropolitana Paulista | Piedade               | Piedade                    |
| Macro Metropolitana Paulista | Piedade               | Pilar do Sul               |
| Macro Metropolitana Paulista | Piedade               | São Miguel Arcanjo         |
| Macro Metropolitana Paulista | Piedade               | Tapiraí                    |
| Macro Metropolitana Paulista | Sorocaba              | Alumínio                   |
| Macro Metropolitana Paulista | Sorocaba              | Araçariguama               |
| Macro Metropolitana Paulista | Sorocaba              | Araçoiaba da Serra         |
| Macro Metropolitana Paulista | Sorocaba              | Cabreúva                   |
| Macro Metropolitana Paulista | Sorocaba              | Capela do Alto             |
| Macro Metropolitana Paulista | Sorocaba              | Iperó                      |
| Macro Metropolitana Paulista | Sorocaba              | Itu                        |
| Macro Metropolitana Paulista | Sorocaba              | Mairinque                  |
| Macro Metropolitana Paulista | Sorocaba              | Porto Feliz                |
| Macro Metropolitana Paulista | Sorocaba              | Salto                      |
| Macro Metropolitana Paulista | Sorocaba              | Salto de Pirapora          |
| Macro Metropolitana Paulista | Sorocaba              | São Roque                  |
| Macro Metropolitana Paulista | Sorocaba              | Sarapuí                    |
| Macro Metropolitana Paulista | Sorocaba              | Sorocaba                   |
| Macro Metropolitana Paulista | Sorocaba              | Votorantim                 |
| Marília                      | Marília               | Álvaro de Carvalho         |
| Marília                      | Marília               | Alvinlândia                |
| Marília                      | Marília               | Echaporã                   |
| Marília                      | Marília               | Fernão                     |
| Marília                      | Marília               | Gália                      |
| Marília                      | Marília               | Garça                      |
| Marília                      | Marília               | Lupércio                   |
| Marília                      | Marília               | Marília                    |
| Marília                      | Marília               | Ocauçu                     |
| Marília                      | Marília               | Oriente                    |
| Marília                      | Marília               | Oscar Bressane             |
| Marília                      | Marília               | Pompéia                    |
| Marília                      | Marília               | Vera Cruz                  |
| Marília                      | Tupã                  | Arco-Íris                  |
| Marília                      | Tupã                  | Bastos                     |
| Marília                      | Tupã                  | Herculândia                |
| Marília                      | Tupã                  | Iacri                      |
| Marília                      | Tupã                  | Queiroz                    |
| Marília                      | Tupã                  | Quintana                   |
| Marília                      | Tupã                  | Tupã                       |
| Metropolitana de São Paulo   | Franco da Rocha       | Caieiras                   |
| Metropolitana de São Paulo   | Franco da Rocha       | Francisco Morato           |
| Metropolitana de São Paulo   | Franco da Rocha       | Franco da Rocha            |
| Metropolitana de São Paulo   | Franco da Rocha       | Mairiporã                  |
| Metropolitana de São Paulo   | Guarulhos             | Arujá                      |
| Metropolitana de São Paulo   | Guarulhos             | Guarulhos                  |
| Metropolitana de São Paulo   | Guarulhos             | Santa Isabel               |
| Metropolitana de São Paulo   | Itapecerica da Serra  | Cotia                      |
| Metropolitana de São Paulo   | Itapecerica da Serra  | Embu                       |
| Metropolitana de São Paulo   | Itapecerica da Serra  | Embu-Guaçu                 |
| Metropolitana de São Paulo   | Itapecerica da Serra  | Itapecerica da Serra       |
| Metropolitana de São Paulo   | Itapecerica da Serra  | Juquitiba                  |
| Metropolitana de São Paulo   | Itapecerica da Serra  | São Lourenço da Serra      |
| Metropolitana de São Paulo   | Itapecerica da Serra  | Taboão da Serra            |
| Metropolitana de São Paulo   | Itapecerica da Serra  | Vargem Grande Paulista     |
| Metropolitana de São Paulo   | Moji das Cruzes       | Biritiba-Mirim             |
| Metropolitana de São Paulo   | Moji das Cruzes       | Ferraz de Vasconcelos      |
| Metropolitana de São Paulo   | Moji das Cruzes       | Guararema                  |
| Metropolitana de São Paulo   | Moji das Cruzes       | Itaquaquecetuba            |
| Metropolitana de São Paulo   | Moji das Cruzes       | Mogi das Cruzes            |
| Metropolitana de São Paulo   | Moji das Cruzes       | Poá                        |
| Metropolitana de São Paulo   | Moji das Cruzes       | Salesópolis                |
| Metropolitana de São Paulo   | Moji das Cruzes       | Suzano                     |
| Metropolitana de São Paulo   | Osasco                | Barueri                    |
| Metropolitana de São Paulo   | Osasco                | Cajamar                    |
| Metropolitana de São Paulo   | Osasco                | Carapicuíba                |
| Metropolitana de São Paulo   | Osasco                | Itapevi                    |
| Metropolitana de São Paulo   | Osasco                | Jandira                    |
| Metropolitana de São Paulo   | Osasco                | Osasco                     |
| Metropolitana de São Paulo   | Osasco                | Pirapora do Bom Jesus      |
| Metropolitana de São Paulo   | Osasco                | Santana de Parnaíba        |
| Metropolitana de São Paulo   | Santos                | Bertioga                   |
| Metropolitana de São Paulo   | Santos                | Cubatão                    |
| Metropolitana de São Paulo   | Santos                | Guarujá                    |
| Metropolitana de São Paulo   | Santos                | Praia Grande               |
| Metropolitana de São Paulo   | Santos                | Santos                     |
| Metropolitana de São Paulo   | Santos                | São Vicente                |
| Metropolitana de São Paulo   | São Paulo             | Diadema                    |
| Metropolitana de São Paulo   | São Paulo             | Mauá                       |
| Metropolitana de São Paulo   | São Paulo             | Ribeirão Pires             |
| Metropolitana de São Paulo   | São Paulo             | Rio Grande da Serra        |
| Metropolitana de São Paulo   | São Paulo             | Santo André                |
| Metropolitana de São Paulo   | São Paulo             | São Bernardo do Campo      |
| Metropolitana de São Paulo   | São Paulo             | São Caetano do Sul         |
| Metropolitana de São Paulo   | São Paulo             | São Paulo (State Capital)  |
| Piracicaba                   | Limeira               | Araras                     |
| Piracicaba                   | Limeira               | Conchal                    |
| Piracicaba                   | Limeira               | Cordeirópolis              |
| Piracicaba                   | Limeira               | Iracemápolis               |
| Piracicaba                   | Limeira               | Leme                       |
| Piracicaba                   | Limeira               | Limeira                    |
| Piracicaba                   | Limeira               | Santa Cruz da Conceição    |
| Piracicaba                   | Limeira               | Santa Gertrudes            |
| Piracicaba                   | Piracicaba            | Águas de São Pedro         |
| Piracicaba                   | Piracicaba            | Capivari                   |
| Piracicaba                   | Piracicaba            | Charqueada                 |
| Piracicaba                   | Piracicaba            | Jumirim                    |
| Piracicaba                   | Piracicaba            | Mombuca                    |
| Piracicaba                   | Piracicaba            | Piracicaba                 |
| Piracicaba                   | Piracicaba            | Rafard                     |
| Piracicaba                   | Piracicaba            | Rio das Pedras             |
| Piracicaba                   | Piracicaba            | Saltinho                   |
| Piracicaba                   | Piracicaba            | Santa Maria da Serra       |
| Piracicaba                   | Piracicaba            | São Pedro                  |
| Piracicaba                   | Piracicaba            | Tietê                      |
| Piracicaba                   | Rio Claro             | Brotas                     |
| Piracicaba                   | Rio Claro             | Corumbataí                 |
| Piracicaba                   | Rio Claro             | Ipeúna                     |
| Piracicaba                   | Rio Claro             | Itirapina                  |
| Piracicaba                   | Rio Claro             | Rio Claro                  |
| Piracicaba                   | Rio Claro             | Torrinha                   |
| Presidente Prudente          | Adamantina            | Adamantina                 |
| Presidente Prudente          | Adamantina            | Flora Rica                 |
| Presidente Prudente          | Adamantina            | Flórida Paulista           |
| Presidente Prudente          | Adamantina            | Inúbia Paulista            |
| Presidente Prudente          | Adamantina            | Irapuru                    |
| Presidente Prudente          | Adamantina            | Lucélia                    |
| Presidente Prudente          | Adamantina            | Mariápolis                 |
| Presidente Prudente          | Adamantina            | Osvaldo Cruz               |
| Presidente Prudente          | Adamantina            | Pacaembu                   |
| Presidente Prudente          | Adamantina            | Parapuã                    |
| Presidente Prudente          | Adamantina            | Pracinha                   |
| Presidente Prudente          | Adamantina            | Rinópolis                  |
| Presidente Prudente          | Adamantina            | Sagres                     |
| Presidente Prudente          | Adamantina            | Salmourão                  |
| Presidente Prudente          | Dracena               | Dracena                    |
| Presidente Prudente          | Dracena               | Junqueirópolis             |
| Presidente Prudente          | Dracena               | Monte Castelo              |
| Presidente Prudente          | Dracena               | Nova Guataporanga          |
| Presidente Prudente          | Dracena               | Ouro Verde                 |
| Presidente Prudente          | Dracena               | Panorama                   |
| Presidente Prudente          | Dracena               | Paulicéia                  |
| Presidente Prudente          | Dracena               | Santa Mercedes             |
| Presidente Prudente          | Dracena               | São João do Pau d'Alho     |
| Presidente Prudente          | Dracena               | Tupi Paulista              |
| Presidente Prudente          | Presidente Prudente   | Alfredo Marcondes          |
| Presidente Prudente          | Presidente Prudente   | Álvares Machado            |
| Presidente Prudente          | Presidente Prudente   | Anhumas                    |
| Presidente Prudente          | Presidente Prudente   | Caiabu                     |
| Presidente Prudente          | Presidente Prudente   | Caiuá                      |
| Presidente Prudente          | Presidente Prudente   | Emilianópolis              |
| Presidente Prudente          | Presidente Prudente   | Estrela do Norte           |
| Presidente Prudente          | Presidente Prudente   | Euclides da Cunha Paulista |
| Presidente Prudente          | Presidente Prudente   | Indiana                    |
| Presidente Prudente          | Presidente Prudente   | João Ramalho               |
| Presidente Prudente          | Presidente Prudente   | Marabá Paulista            |
| Presidente Prudente          | Presidente Prudente   | Martinópolis               |
| Presidente Prudente          | Presidente Prudente   | Mirante do Paranapanema    |
| Presidente Prudente          | Presidente Prudente   | Narandiba                  |
| Presidente Prudente          | Presidente Prudente   | Piquerobi                  |
| Presidente Prudente          | Presidente Prudente   | Pirapozinho                |
| Presidente Prudente          | Presidente Prudente   | Presidente Bernardes       |
| Presidente Prudente          | Presidente Prudente   | Presidente Epitácio        |
| Presidente Prudente          | Presidente Prudente   | Presidente Prudente        |
| Presidente Prudente          | Presidente Prudente   | Presidente Venceslau       |
| Presidente Prudente          | Presidente Prudente   | Rancharia                  |
| Presidente Prudente          | Presidente Prudente   | Regente Feijó              |
| Presidente Prudente          | Presidente Prudente   | Ribeirão dos Índios        |
| Presidente Prudente          | Presidente Prudente   | Rosana                     |
| Presidente Prudente          | Presidente Prudente   | Sandovalina                |
| Presidente Prudente          | Presidente Prudente   | Santo Anastácio            |
| Presidente Prudente          | Presidente Prudente   | Santo Expedito             |
| Presidente Prudente          | Presidente Prudente   | Taciba                     |
| Presidente Prudente          | Presidente Prudente   | Tarabai                    |
| Presidente Prudente          | Presidente Prudente   | Teodoro Sampaio            |
| Ribeirão Preto               | Barretos              | Barretos                   |
| Ribeirão Preto               | Barretos              | Colina                     |
| Ribeirão Preto               | Barretos              | Colômbia                   |
| Ribeirão Preto               | Batatais              | Altinópolis                |
| Ribeirão Preto               | Batatais              | Batatais                   |
| Ribeirão Preto               | Batatais              | Cajuru                     |
| Ribeirão Preto               | Batatais              | Cássia dos Coqueiros       |
| Ribeirão Preto               | Batatais              | Santa Cruz da Esperança    |
| Ribeirão Preto               | Batatais              | Santo Antônio da Alegria   |
| Ribeirão Preto               | Franca                | Cristais Paulista          |
| Ribeirão Preto               | Franca                | Franca                     |
| Ribeirão Preto               | Franca                | Itirapuã                   |
| Ribeirão Preto               | Franca                | Jeriquara                  |
| Ribeirão Preto               | Franca                | Patrocínio Paulista        |
| Ribeirão Preto               | Franca                | Pedregulho                 |
| Ribeirão Preto               | Franca                | Restinga                   |
| Ribeirão Preto               | Franca                | Ribeirão Corrente          |
| Ribeirão Preto               | Franca                | Rifaina                    |
| Ribeirão Preto               | Franca                | São José da Bela Vista     |
| Ribeirão Preto               | Ituverava             | Aramina                    |
| Ribeirão Preto               | Ituverava             | Buritizal                  |
| Ribeirão Preto               | Ituverava             | Guará                      |
| Ribeirão Preto               | Ituverava             | Igarapava                  |
| Ribeirão Preto               | Ituverava             | Ituverava                  |
| Ribeirão Preto               | Jaboticabal           | Bebedouro                  |
| Ribeirão Preto               | Jaboticabal           | Cândido Rodrigues          |
| Ribeirão Preto               | Jaboticabal           | Fernando Prestes           |
| Ribeirão Preto               | Jaboticabal           | Guariba                    |
| Ribeirão Preto               | Jaboticabal           | Jaboticabal                |
| Ribeirão Preto               | Jaboticabal           | Monte Alto                 |
| Ribeirão Preto               | Jaboticabal           | Monte Azul Paulista        |
| Ribeirão Preto               | Jaboticabal           | Pirangi                    |
| Ribeirão Preto               | Jaboticabal           | Pitangueiras               |
| Ribeirão Preto               | Jaboticabal           | Santa Ernestina            |
| Ribeirão Preto               | Jaboticabal           | Taiaçu                     |
| Ribeirão Preto               | Jaboticabal           | Taiúva                     |
| Ribeirão Preto               | Jaboticabal           | Taquaral                   |
| Ribeirão Preto               | Jaboticabal           | Taquaritinga               |
| Ribeirão Preto               | Jaboticabal           | Terra Roxa                 |
| Ribeirão Preto               | Jaboticabal           | Viradouro                  |
| Ribeirão Preto               | Jaboticabal           | Vista Alegre do Alto       |
| Ribeirão Preto               | Ribeirão Preto        | Barrinha                   |
| Ribeirão Preto               | Ribeirão Preto        | Brodowski                  |
| Ribeirão Preto               | Ribeirão Preto        | Cravinhos                  |
| Ribeirão Preto               | Ribeirão Preto        | Dumont                     |
| Ribeirão Preto               | Ribeirão Preto        | Guatapará                  |
| Ribeirão Preto               | Ribeirão Preto        | Jardinópolis               |
| Ribeirão Preto               | Ribeirão Preto        | Luís Antônio               |
| Ribeirão Preto               | Ribeirão Preto        | Pontal                     |
| Ribeirão Preto               | Ribeirão Preto        | Pradópolis                 |
| Ribeirão Preto               | Ribeirão Preto        | Ribeirão Preto             |
| Ribeirão Preto               | Ribeirão Preto        | Santa Rita do Passa Quatro |
| Ribeirão Preto               | Ribeirão Preto        | Santa Rosa de Viterbo      |
| Ribeirão Preto               | Ribeirão Preto        | São Simão                  |
| Ribeirão Preto               | Ribeirão Preto        | Serra Azul                 |
| Ribeirão Preto               | Ribeirão Preto        | Serrana                    |
| Ribeirão Preto               | Ribeirão Preto        | Sertãozinho                |
| Ribeirão Preto               | São Joaquim da Barra  | Guaíra                     |
| Ribeirão Preto               | São Joaquim da Barra  | Ipuã                       |
| Ribeirão Preto               | São Joaquim da Barra  | Jaborandi                  |
| Ribeirão Preto               | São Joaquim da Barra  | Miguelópolis               |
| Ribeirão Preto               | São Joaquim da Barra  | Morro Agudo                |
| Ribeirão Preto               | São Joaquim da Barra  | Nuporanga                  |
| Ribeirão Preto               | São Joaquim da Barra  | Orlândia                   |
| Ribeirão Preto               | São Joaquim da Barra  | Sales Oliveira             |
| Ribeirão Preto               | São Joaquim da Barra  | São Joaquim da Barra       |
| São José do Rio Preto        | Auriflama             | Auriflama                  |
| São José do Rio Preto        | Auriflama             | Floreal                    |
| São José do Rio Preto        | Auriflama             | Gastão Vidigal             |
| São José do Rio Preto        | Auriflama             | General Salgado            |
| São José do Rio Preto        | Auriflama             | Guzolândia                 |
| São José do Rio Preto        | Auriflama             | Magda                      |
| São José do Rio Preto        | Auriflama             | Nova Castilho              |
| São José do Rio Preto        | Auriflama             | Nova Luzitânia             |
| São José do Rio Preto        | Auriflama             | São João de Iracema        |
| São José do Rio Preto        | Catanduva             | Ariranha                   |
| São José do Rio Preto        | Catanduva             | Cajobi                     |
| São José do Rio Preto        | Catanduva             | Catanduva                  |
| São José do Rio Preto        | Catanduva             | Catiguá                    |
| São José do Rio Preto        | Catanduva             | Elisiário                  |
| São José do Rio Preto        | Catanduva             | Embaúba                    |
| São José do Rio Preto        | Catanduva             | Novais                     |
| São José do Rio Preto        | Catanduva             | Palmares Paulista          |
| São José do Rio Preto        | Catanduva             | Paraíso                    |
| São José do Rio Preto        | Catanduva             | Pindorama                  |
| São José do Rio Preto        | Catanduva             | Santa Adélia               |
| São José do Rio Preto        | Catanduva             | Severínia                  |
| São José do Rio Preto        | Catanduva             | Tabapuã                    |
| São José do Rio Preto        | Fernandópolis         | Estrela d'Oeste            |
| São José do Rio Preto        | Fernandópolis         | Fernandópolis              |
| São José do Rio Preto        | Fernandópolis         | Guarani d'Oeste            |
| São José do Rio Preto        | Fernandópolis         | Indiaporã                  |
| São José do Rio Preto        | Fernandópolis         | Macedônia                  |
| São José do Rio Preto        | Fernandópolis         | Meridiano                  |
| São José do Rio Preto        | Fernandópolis         | Mira Estrela               |
| São José do Rio Preto        | Fernandópolis         | Ouroeste                   |
| São José do Rio Preto        | Fernandópolis         | Pedranópolis               |
| São José do Rio Preto        | Fernandópolis         | São João das Duas Pontes   |
| São José do Rio Preto        | Fernandópolis         | Turmalina                  |
| São José do Rio Preto        | Jales                 | Aparecida d'Oeste          |
| São José do Rio Preto        | Jales                 | Aspásia                    |
| São José do Rio Preto        | Jales                 | Dirce Reis                 |
| São José do Rio Preto        | Jales                 | Dolcinópolis               |
| São José do Rio Preto        | Jales                 | Jales                      |
| São José do Rio Preto        | Jales                 | Marinópolis                |
| São José do Rio Preto        | Jales                 | Mesópolis                  |
| São José do Rio Preto        | Jales                 | Nova Canaã Paulista        |
| São José do Rio Preto        | Jales                 | Palmeira d'Oeste           |
| São José do Rio Preto        | Jales                 | Paranapuã                  |
| São José do Rio Preto        | Jales                 | Pontalinda                 |
| São José do Rio Preto        | Jales                 | Populina                   |
| São José do Rio Preto        | Jales                 | Rubinéia                   |
| São José do Rio Preto        | Jales                 | Santa Albertina            |
| São José do Rio Preto        | Jales                 | Santa Clara d'Oeste        |
| São José do Rio Preto        | Jales                 | Santa Fé do Sul            |
| São José do Rio Preto        | Jales                 | Santa Rita d'Oeste         |
| São José do Rio Preto        | Jales                 | Santa Salete               |
| São José do Rio Preto        | Jales                 | Santana da Ponte Pensa     |
| São José do Rio Preto        | Jales                 | São Francisco              |
| São José do Rio Preto        | Jales                 | Três Fronteiras            |
| São José do Rio Preto        | Jales                 | Urânia                     |
| São José do Rio Preto        | Jales                 | Vitória Brasil             |
| São José do Rio Preto        | Nhandeara             | Macaubal                   |
| São José do Rio Preto        | Nhandeara             | Monções                    |
| São José do Rio Preto        | Nhandeara             | Monte Aprazível            |
| São José do Rio Preto        | Nhandeara             | Neves Paulista             |
| São José do Rio Preto        | Nhandeara             | Nhandeara                  |
| São José do Rio Preto        | Nhandeara             | Nipoã                      |
| São José do Rio Preto        | Nhandeara             | Poloni                     |
| São José do Rio Preto        | Nhandeara             | Sebastianópolis do Sul     |
| São José do Rio Preto        | Nhandeara             | União Paulista             |
| São José do Rio Preto        | Novo Horizonte        | Irapuã                     |
| São José do Rio Preto        | Novo Horizonte        | Itajobi                    |
| São José do Rio Preto        | Novo Horizonte        | Marapoama                  |
| São José do Rio Preto        | Novo Horizonte        | Novo Horizonte             |
| São José do Rio Preto        | Novo Horizonte        | Sales                      |
| São José do Rio Preto        | Novo Horizonte        | Urupês                     |
| São José do Rio Preto        | São José do Rio Preto | Adolfo                     |
| São José do Rio Preto        | São José do Rio Preto | Altair                     |
| São José do Rio Preto        | São José do Rio Preto | Bady Bassitt               |
| São José do Rio Preto        | São José do Rio Preto | Bálsamo                    |
| São José do Rio Preto        | São José do Rio Preto | Cedral                     |
| São José do Rio Preto        | São José do Rio Preto | Guapiaçu                   |
| São José do Rio Preto        | São José do Rio Preto | Guaraci                    |
| São José do Rio Preto        | São José do Rio Preto | Ibirá                      |
| São José do Rio Preto        | São José do Rio Preto | Icém                       |
| São José do Rio Preto        | São José do Rio Preto | Ipiguá                     |
| São José do Rio Preto        | São José do Rio Preto | Jaci                       |
| São José do Rio Preto        | São José do Rio Preto | José Bonifácio             |
| São José do Rio Preto        | São José do Rio Preto | Mendonça                   |
| São José do Rio Preto        | São José do Rio Preto | Mirassol                   |
| São José do Rio Preto        | São José do Rio Preto | Mirassolândia              |
| São José do Rio Preto        | São José do Rio Preto | Nova Aliança               |
| São José do Rio Preto        | São José do Rio Preto | Nova Granada               |
| São José do Rio Preto        | São José do Rio Preto | Olímpia                    |
| São José do Rio Preto        | São José do Rio Preto | Onda Verde                 |
| São José do Rio Preto        | São José do Rio Preto | Orindiúva                  |
| São José do Rio Preto        | São José do Rio Preto | Palestina                  |
| São José do Rio Preto        | São José do Rio Preto | Paulo de Faria             |
| São José do Rio Preto        | São José do Rio Preto | Planalto                   |
| São José do Rio Preto        | São José do Rio Preto | Potirendaba                |
| São José do Rio Preto        | São José do Rio Preto | São José do Rio Preto      |
| São José do Rio Preto        | São José do Rio Preto | Tanabi                     |
| São José do Rio Preto        | São José do Rio Preto | Ubarana                    |
| São José do Rio Preto        | São José do Rio Preto | Uchoa                      |
| São José do Rio Preto        | São José do Rio Preto | Zacarias                   |
| São José do Rio Preto        | Votuporanga           | Álvares Florence           |
| São José do Rio Preto        | Votuporanga           | Américo de Campos          |
| São José do Rio Preto        | Votuporanga           | Cardoso                    |
| São José do Rio Preto        | Votuporanga           | Cosmorama                  |
| São José do Rio Preto        | Votuporanga           | Parisi                     |
| São José do Rio Preto        | Votuporanga           | Pontes Gestal              |
| São José do Rio Preto        | Votuporanga           | Riolândia                  |
| São José do Rio Preto        | Votuporanga           | Valentim Gentil            |
| São José do Rio Preto        | Votuporanga           | Votuporanga                |
| Vale do Paraíba Paulista     | Bananal               | Arapeí                     |
| Vale do Paraíba Paulista     | Bananal               | Areias                     |
| Vale do Paraíba Paulista     | Bananal               | Bananal                    |
| Vale do Paraíba Paulista     | Bananal               | São José do Barreiro       |
| Vale do Paraíba Paulista     | Bananal               | Silveiras                  |
| Vale do Paraíba Paulista     | Campos do Jordão      | Campos do Jordão           |
| Vale do Paraíba Paulista     | Campos do Jordão      | Monteiro Lobato            |
| Vale do Paraíba Paulista     | Campos do Jordão      | Santo Antônio do Pinhal    |
| Vale do Paraíba Paulista     | Campos do Jordão      | São Bento do Sapucaí       |
| Vale do Paraíba Paulista     | Caraguatatuba         | Caraguatatuba              |
| Vale do Paraíba Paulista     | Caraguatatuba         | Ilhabela                   |
| Vale do Paraíba Paulista     | Caraguatatuba         | São Sebastião              |
| Vale do Paraíba Paulista     | Caraguatatuba         | Ubatuba                    |
| Vale do Paraíba Paulista     | Guaratinguetá         | Aparecida                  |
| Vale do Paraíba Paulista     | Guaratinguetá         | Cachoeira Paulista         |
| Vale do Paraíba Paulista     | Guaratinguetá         | Canas                      |
| Vale do Paraíba Paulista     | Guaratinguetá         | Cruzeiro                   |
| Vale do Paraíba Paulista     | Guaratinguetá         | Guaratinguetá              |
| Vale do Paraíba Paulista     | Guaratinguetá         | Lavrinhas                  |
| Vale do Paraíba Paulista     | Guaratinguetá         | Lorena                     |
| Vale do Paraíba Paulista     | Guaratinguetá         | Piquete                    |
| Vale do Paraíba Paulista     | Guaratinguetá         | Potim                      |
| Vale do Paraíba Paulista     | Guaratinguetá         | Queluz                     |
| Vale do Paraíba Paulista     | Guaratinguetá         | Roseira                    |
| Vale do Paraíba Paulista     | Paraibuna/Paraitinga  | Cunha                      |
| Vale do Paraíba Paulista     | Paraibuna/Paraitinga  | Jambeiro                   |
| Vale do Paraíba Paulista     | Paraibuna/Paraitinga  | Lagoinha                   |
| Vale do Paraíba Paulista     | Paraibuna/Paraitinga  | Natividade da Serra        |
| Vale do Paraíba Paulista     | Paraibuna/Paraitinga  | Paraibuna                  |
| Vale do Paraíba Paulista     | Paraibuna/Paraitinga  | Redenção da Serra          |
| Vale do Paraíba Paulista     | Paraibuna/Paraitinga  | São Luís do Paraitinga     |
| Vale do Paraíba Paulista     | São José dos Campos   | Caçapava                   |
| Vale do Paraíba Paulista     | São José dos Campos   | Igaratá                    |
| Vale do Paraíba Paulista     | São José dos Campos   | Jacareí                    |
| Vale do Paraíba Paulista     | São José dos Campos   | Pindamonhangaba            |
| Vale do Paraíba Paulista     | São José dos Campos   | Santa Branca               |
| Vale do Paraíba Paulista     | São José dos Campos   | São José dos Campos        |
| Vale do Paraíba Paulista     | São José dos Campos   | Taubaté                    |
| Vale do Paraíba Paulista     | São José dos Campos   | Tremembé                   |